# Rival Consoles
Ryan Lee West (* 10. November 1985 in Leicester) ist ein britischer Musikproduzent und DJ. Er tritt unter dem Pseudonym Rival Consoles auf und produziert mit Hilfe vorwiegend analoger Geräte. Er lebt und arbeitet in London und steht beim Londoner Label Erased Tapes Records unter Vertrag.

## Leben
Bereits in seiner Jugend spielte West Gitarre und lernte weitere Instrumente wie die Violine. Nach einem wachsenden Interesse an elektronischer Musikproduktion studierte er an der De Montfort University in seiner Heimatstadt Leicester Musikproduktion. Nach dem Studium begann er zuerst noch unter dem Pseudonym Aparatec, später dann als Rival Consoles Musik zu produzieren und als DJ aufzutreten. 2007 wurde er vom Londoner Label Erased Tapes unter Vertrag genommen und debütierte mit „The Decadent EP“. Neben seinen Einzelveröffentlichungen produzierte Rival Consoles 2009 zusammen mit Kiasmos, dem Minimalduo Janus Rasmussens und Ólafur Arnalds, die Platte „65/Milo“.
Gegenwärtig lebt und arbeitet West in London und tritt neben Großbritannien auch in den USA zusammen mit I Break Horses auf.

## Diskografie

### Solo-Aufnahmen
- Vermeer EP (2007, Erased Tapes, EP, noch als Aparatec)

- The Decadent (2007, Erased Tapes, EP)
- Helvetica (2009, Erased Tapes, EP)
- IO (2009, Erased Tapes, Album)
- Kid Velo (2011, Erased Tapes, Album)
- Odyssey (2014, Erased Tapes, EP)
- Sonne (2015, Erased Tapes, EP)
- Odyssey/Sonne (2015, Erased Tapes, Comp)
- Howl (2015, Erased Tapes, Album)
- Night Melody (2016, Erased Tapes, EP)
- Persona (2018, Erased Tapes, Album)
- Articulation (2020, Erased Tapes, EP)
- Night Melody/Articulation (2020, Erased Tapes, Comp)
- Overflow (2021, Erased Tapes, Album)
- Now Is (2022, Erased Tapes, Album)
- Landscape from Memory (2025, Erased Tapes, Album)

### Aufnahmen mit anderen Musikern
- 65/Milo (2009, zusammen mit Kiasmos)